# Campeonato Turcomeno de Futebol de 2020
O Campeonato Turcomeno de Futebol de 2020 – também conhecido por Ýokary Liga 2020 – foi a 28ª edição do campeonato turcomeno. O torneio começou em 6 de março e terminou em 28 de novembro.
Em 23 de março, o campeonato foi suspenso sem um motivo anunciado oficialmente, mas muito provavelmente por conta da pandemia de COVID-19 e em 19 de abril foi retomado. Em 17 de agosto, todos os torneios sob os auspícios da Federação de Futebol do Turcomenistão foram suspensos novamente sem um motivo anunciado;  Em 2 de outubro foi retomado.

## Equipes
Em fevereiro de 2020, a Federação de Futebol do Turcomenistão anunciou que a temporada iria envolver 8 equipes e que teriam 112 partidas divididas em 4 turnos.
| Equipe            | Localização        | Estádio                            | Capacidade |
| ----------------- | ------------------ | ---------------------------------- | ---------- |
| Ahal FK           | Anev               | Estádio Ashgabat                   | 20.000     |
| Altyn Asyr FK     | Asgabate           | Estádio Ashgabat                   | 20.000     |
| Aşgabat FK        | Asgabate           | Estádio Ashgabat (campo auxiliar)  | 500        |
| Nebitçi FT        | Balkanabat         | Estádio Sport Toplumy (Balkanabat) | 10.000     |
| FC Energetik Mary | Türkmenbaşy (Mary) | Estádio Energetik                  | 1.000      |
| FK Köpetdag       | Asgabate           | Estádio Köpetdag                   | 26.000     |
| Merw FK           | Mary               | Estádio Sport Toplumy (Mary)       | 10.000     |
| Şagadam FK        | Türkmenbaşy        | Estádio Şagadam                    | 5.000      |

## Tabela
| Pos | Time       | J  | V  | E | D  | GP | GC | SG  | Pts | Qualificação                                      |
| --- | ---------- | -- | -- | - | -- | -- | -- | --- | --- | ------------------------------------------------- |
| 1   | Altyn Asyr | 17 | 12 | 4 | 1  | 45 | 13 | +32 | 40  | Liga dos Campeões da AFC de 2021 (Fase de Grupos) |
| 2   | Ahal       | 17 | 11 | 3 | 3  | 34 | 12 | +22 | 36  | Copa da AFC de 2021 (Qualificatória)              |
| 3   | Şagadam    | 18 | 8  | 5 | 5  | 26 | 19 | +7  | 29  |                                                   |
| 5   | Köpetdag   | 17 | 7  | 6 | 4  | 19 | 13 | +6  | 27  |                                                   |
| 4   | Aşgabat    | 16 | 4  | 5 | 7  | 16 | 25 | -9  | 17  |                                                   |
| 6   | Merw       | 16 | 5  | 1 | 10 | 16 | 26 | -10 | 16  |                                                   |
| 7   | Nebitçi    | 17 | 4  | 2 | 11 | 14 | 39 | -25 | 14  |                                                   |
| 8   | Energetik  | 16 | 2  | 2 | 12 | 14 | 37 | -23 | 8   |                                                   |

Fonte: TFF
Critérios de desempate: 1) Pontos; 2) Confronto direto (Pontos); 3) Confronto direto (Saldo de Gol); 4) Confronto direto (Gols Pró); 5) Saldo de Gol; 6) Gols Pró.

## Resultados
| Casa/Fora  | AHA | ALT | AŞG | ENE | KÖP | MER | NEB    | ŞAG |
| ---------- | --- | --- | --- | --- | --- | --- | ------ | --- |
| Ahal       |     | 1–2 | 5–0 | 2–0 | 0–0 | 3–0 | 2–0    | 2–0 |
| Altyn Asyr | 2–1 |     | 4–1 | 6–1 | 1–1 | 2–0 | 7–0    | 6–2 |
| Aşgabat    | 2–4 | 0–1 |     | 1–0 | 0–1 | 1–1 | 5–2    | 1–1 |
| Energetik  | 0–5 | 1–1 | 0–1 |     | 2–4 | 1–2 | 5–1    | 0–1 |
| Köpetdag   | 0–1 | 1–2 | 1–1 | 0–0 |     | 3–1 | 1–0    | 1–1 |
| Merw       | 3–0 | 0–4 | 0–1 | 1–0 | 0–1 |     | 2–0    | 1–2 |
| Nebitçi    | 1–2 | 1–0 | 1–1 | 1–2 | 2–1 | 2–1 |        | 1–0 |
| Şagadam    | 1–2 | 1–1 | 0–0 | 7–0 | 1–0 | 1–0 | 3–0[a] |     |

| Casa/Fora  | AHA | ALT | AŞG | ENE | KÖP | MER | NEB | ŞAG |
| ---------- | --- | --- | --- | --- | --- | --- | --- | --- |
| Ahal       |     |     |     |     |     |     | 3–0 | 0–0 |
| Altyn Asyr | 1–1 |     |     |     |     | 3–1 |     |     |
| Aşgabat    |     |     |     |     | 1–3 |     |     |     |
| Energetik  |     |     |     |     |     |     |     |     |
| Köpetdag   |     |     |     | 1–0 |     |     | 0–0 |     |
| Merw       |     |     |     | 3–2 |     |     |     |     |
| Nebitçi    |     |     |     |     |     |     |     | 2–4 |
| Şagadam    |     | 0–2 | 1–0 |     |     |     |     |     |

- a^ : Şagadam venceu por W.O. o Nebitçi

## Estatísticas
Atualizado em 08 de outubro.

### Maiores artilheiros
| Pos | Jogador                | Clube      | Gols |
| --- | ---------------------- | ---------- | ---- |
| 1   | Altymyrat Annadurdyýew | Altyn Asyr | 17   |
| 2   | Elman Tagayew          | Ahal       | 11   |
| 3   | Yhlas Magtymow         | Şagadam    | 8    |
| 4   | Hemra Amanmämmedow     | Şagadam    | 6    |